# Joseph Mallozzi
Joseph Mallozzi (16 de octubre de 1965) es un escritor y productor canadiense. Es mayormente conocido por sus contribuciones a las series de televisión Stargate SG-1, Stargate Atlantis y Stargate Universe. Se unió al equipo de producción de Stargate al comienzo de la cuarta temporada del programa en el 2000. Desde entonces ha sido escritor y productor ejecutivo para ambas series.
En televisión infantil, trabajó como escritor para Animal Crackers, The Little Lulu Show, El Instituto del Rinoceronte Volador, Largo Winch, The Busy World of Richard Scarry, The Baskervilles, Oso Paddington, George and Martha, The Wombles, Mona la vampira, Student Bodies, The Smoggies, Zombie Hotel, Birdz, Big Wolf on Campus y Colmillo Blanco.

## Créditos como escritor

### Stargate SG-1
- Window of Opportunity
- Scorchead Earth
- Point of No Return
- The Curse
- Chain Reaction
- Prodigy (Junto a Paul Mullie, Brad Wright)
- Exodus
- Enemies (Junto a Paul Mullie, Brad Wright, Robert C. Cooper)
- The Fifth Man
- The Tomb
- Desperate Measures
- Wormhole X-Treme! (Junto a Paul Mullie, Brad Wright)
- Summit
- Fail Safe
- Revelations
- Descent
- Nightwalkers
- Shadow Play
- Prometheus
- Disclosure
- Prophecy
- Homecoming
- Revisions
- Avenger 2.0
- Fallout (Junto a Paul Mullie, Corin Nemec)
- Inauguration
- New Order I
- Lockdown
- Endgame
- It's Good to be King (Junto a Paul Mullie, Michael Greenburg & Peter DeLuise)
- Full Alert
- Moebius I & II (Junto a Paul Mullie, Brad Wright, Robert C. Cooper)
- The Ties That Bind
- Ex Deus Machina
- Collateral Damage
- Ripple Effect (Junto a Paul Mullie, Brad Wright)
- The Scourge
- Camelot
- Morpheus
- 200 (Junto a Paul Mullie, Brad Wright, Robert C. Cooper, Martin Gero, Carl Binder & Alan McCullough
- Counterstrike
- Memento Mori
- The Quest (Partes 1 & 2)
- Family Ties